# Centropyge abei
Centropyge abei är en fiskart som beskrevs av Allen, Young och Colin 2006. Centropyge abei ingår i släktet Centropyge och familjen Pomacanthidae. IUCN kategoriserar arten globalt som livskraftig. Inga underarter finns listade i Catalogue of Life.